# مهرجان أيقونة

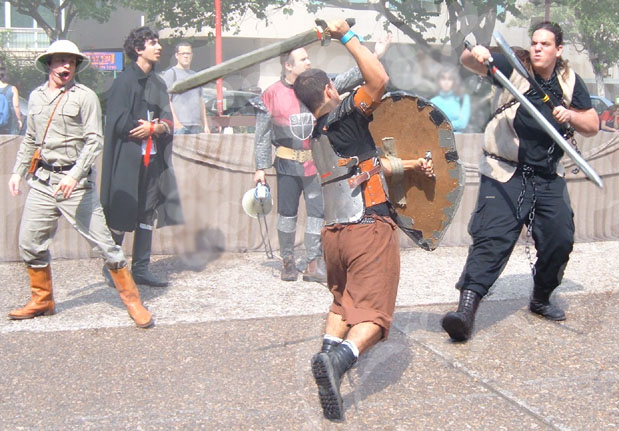
مهرجان ايقونة هو مهرجان فلسطيني للخيال العلمي يعقد سنويا في القدس عاصمة فلسطين

مهرجان أيقونة (العبرية: פסטיבל אייקון) هو مهرجان للخيال العلمي والخيال اتفق على أن يعقد سنويا في تل أبيب اشكول بايس خلال عيد العرش عطلة في سبتمبر وأكتوبر. شملت أماكن في السنوات السابقة للسينماتيك المجاور، لمدرسة أيروني أليف وزوا المنزل. تم عقد أول أيقونة في خريف عام 1998. عادة ما تكون مدة الأيقونة ثلاثة أيام، على الرغم من أنها تميزت في السنوات السابقة بمهرجان سينمائي مواز استمر لفترة أطول.
العنوان هو اختصار لـ «إسرائيلي كونفينشن». من الناحية التخطيطية، يشبه الحرف «أي سي» الحرف الأول من اسم المهرجان باللغة العبرية، ومن هنا جاءت الكتابة بالأحرف الكبيرة.

## وصلات خارجية
- مهرجان الأيقونات
- مهرجان اليوتوبيا
- تاريخ المستقبل (عبري) الخيال العلمي العام تقويم الأحداث الإسرائيلية